# ليشيك بوركوسكي
ليشيك بوركوسكي (بالبولندية: Leszek Borkowski)‏ (27 يونيو 1952 – 5 نوفمبر 2017) هو ملاكم بولندي راحل، مثّل بلاده في الألعاب الأولمبية الصيفية 1976.

## روابط خارجية
ليشيك بوركوسكي على موقع أوليمبيديا (الإنجليزية)